# Josh Holloway
Josh Holloway (* 20. červenec 1969, San José, Kalifornie, USA) je americký herec známý především díky roli Jamese „Sawyera“ Forda v seriálu Ztraceni a roli Gabriela Vaughna v seriálu Inteligence.

## Životopis
Narodil se v San José. v Kalifornii. Když mu byly dva roky, jeho rodina se přestěhovala do Blue Ridge Mountains v Georgii. Má jednu sestru a tři bratry. Studoval na univerzitě v Georgii. Stal se modelem, díky čemuž procestoval Evropu a Severní Ameriku.

## Kariéra
První role přišla s komediálním seriálem Doktor Benny. Následovaly role ve filmech Mi Amigo, Moving August a Cold Heart. Zahrál si ve filmu Mutant Davidem Keithem a John Rhysem-Daviesem. Objevil se v seriálech Walker, Texas Ranger, Angel, Námořní vyšetřovací služba.
Nejvíce se proslavil rolí Jamese "Sawyera" Forda v seriálu Ztraceni, který měl premiéru v roce 2005. V roce 2007 se stal tváří značky Davidoff. O rok později se stal tváří Magnum. V roce 2009 získal roli ve filmu Tak se měj. V roce 2010 získal cenu Saturn v kategorii Nejlepší herec v TV seriálu za roli v seriálu Ztraceni. V roce 2010 se připojil k obsazení filmu Mission: Impossible – Ghost Protocol. 
V roce 2014 získal hlavní roli v seriálu stanice CBS Inteligence. V roce 2016 získal roli Willa Bowmana v seriálu Colony.

## Osobní život
Na konci natáčení pilotní epizody seriálu Ztraceni v Oahu na Hawaii požádal svojí dlouholetou přítelkyni Yessicu Kumala o ruku. Pár se vzal 1. října 2004. Mají dvě děti: Java Kumala (narozena 2009) Hunter Lee (narozen .2014)

## Filmografie

### Film
| Rok  | Název                                | Role                | Poznámky           |
| ---- | ------------------------------------ | ------------------- | ------------------ |
| 2001 | Ledové srdce                         | Sean                |                    |
| 2002 | Moving August                        | Loren Carol         |                    |
| 2002 | Mi Amigo                             | Mladík              |                    |
| 2002 | Moje dcera není vrah                 |                     | nekreditovaná role |
| 2003 | Dr. Benny                            | Pheb                |                    |
| 2006 | Just Yell Fire                       | Sám sebe            |                    |
| 2007 | Šepot                                | Max Truemont        |                    |
| 2009 | Tak se měj                           | Wino                |                    |
| 2011 | Mission: Impossible – Ghost Protocol | Trevor Hanaway      |                    |
| 2013 | Battle of the Year: The Dream Team   | Jason Blake         |                    |
| 2013 | Špionáž                              | agent Gamble        |                    |
| 2014 | Sabotáž                              | Eddie "Neck" Jordan |                    |

### Televize
| Rok       | Název                      | Role                 | Poznámky                       |
| --------- | -------------------------- | -------------------- | ------------------------------ |
| 1999      | Angel                      | dobře vypadají muž   | díl: „City of...“              |
| 2001      | Walker, Texas Ranger       | Ben Wiley            | díl: „Medieval Crimes“         |
| 2002      | Mutant                     | Trent Parks          | televizní film                 |
| 2003      | Kriminálka Las Vegas       | Kenny Richmond       | díl: „Assume Nothing“          |
| 2003      | The Lyon's Den             | Lanny klučičí hračka | díl: „Separation Anxiety“      |
| 2004      | Námořní vyšetřovací služba | šerif                | díl: „My Other Left Foot“      |
| 2004      | Good Girls Don't           | Eric                 | díl: „Addicted to Love“        |
| 2004–2010 | Ztraceni                   | James "Sawyer" Ford  | hlavní role, 118 dílů          |
| 2011      | Zpátky do školy            | Black Rider          | díl: „A Fistful of Paintballs“ |
| 2011      | Pět žen                    | Bill                 | televizní film                 |
| 2013      | Yo Gabba Gabba!            | farmář Josh          | díl: „Farm“                    |
| 2014      | Kyberagent                 | Gabriel Vaughn       | hlavní role, 13 dílů           |
| 2016–2018 | Colony                     | Will Bowman          | hlavní role                    |

### Hudební video
| Rok  | Název    | Role   | Umělec    |
| ---- | -------- | ------ | --------- |
| 1993 | „Cryin'“ | zloděj | Aeorsmith |

### Videohry
| Rok  | Název                              | Role |
| ---- | ---------------------------------- | ---- |
| 2007 | Command & Conquer 3: Tiberium Wars | Ajay |